# Nagato (Yamaguchi)
Nagato (長門市 -shi) é uma cidade japonesa localizada na província de Yamaguchi.
Em 2003, a cidade tinha uma população estimada em 23 356 habitantes e uma densidade populacional de 153,25 h/km². Tem uma área total de 152,40 km².
Recebeu o estatuto de cidade a 31 de Março de 1954.